# ファットバック
ファットバック (Fatback)あるいはファットバック・バンド (Fatback Band)は、ニューヨークで結成された大型ファンク・バンド。グループの中心は、ビル・カーティス。スレイブと並んで、ヘビー・ファンクの代表的なグループだった。「ユムユム」「スパニッシュ・ハッスル」「ドゥ・ザ・バスストップ」などの代表曲は黒人サークル内でのヒットであり、ポップ・チャートにクロスオーバーはしなかった。それが逆に、熱心なブラック・ミュージック・ファンの間で人気を博す理由になった。1979年の曲「キング・ティムIII」は、シュガーヒル・ギャングの「ラッパーズ・ディライト」と並び、最も初期のラップ曲とされている。

## ディスコグラフィ

### アルバム
- Let's Do It Again (Perception, 1972年)
- People Music (Perception, 1973年)
- Feel My Soul (Perception, 1974年)
- Keep On Steppin' (Event, 1974年)
- Yum Yum (Event, 1975年)
- Raising Hell (Event, 1975年)
- Night Fever (Spring, 1976年)
- NYCNYUSA (1977年)
- Man With The Band (Spring, 1977年)
- Fired Up 'N' Kickin' (Spring, 1978年)
- Brite Lites/Big City (Spring, 1979年)
- Fatback XII (Spring, 1979年)
- 14 Karat (Spring, 1980年)
- Hot Box (Spring, 1980年)
- Tasty Jam (Spring, 1981年)
- Gigolo (Spring, 1981年)
- On The Floor With Fatback (Spring, 1982年)
- With Love (Spring, 1983年)
- Is This The Future? (Spring, 1983年)
- Phoenix (Cotillion, 1984年)
- So Delicious (Cotillion, 1985年)